# 레오벤군

레오벤군의 위치

레오벤군(독일어: Bezirk Leoben)은 오스트리아 슈타이어마르크주에 위치한 군으로 행정 중심지는 레오벤이며 면적은 1,053.49km2, 인구는 59,944명(2023년 기준), 인구 밀도는 57명/km2이다. 북서쪽으로는 리첸군, 북동쪽으로는 브루크뮈르추슐라크군, 남동쪽으로는 그라츠움게붕군, 남서쪽으로는 무르탈군과 접한다.

## 하위 행정 구역
3개 도시, 8개 시장도시, 5개 일반 시를 관할한다.
- 도시
  - 아이제네르츠(Eisenerz)
  - 레오벤(Leoben)
  - 트로파이아흐(Trofaiach)
- 시장도시
  - 칼방(Kalwang)
  - 카메른임리징탈(Kammern im Liesingtal)
  - 크라우바트안데어무어(Kraubath an der Mur)
  - 마우테른인슈타이어마르크(Mautern in Steiermark)
  - 니클라스도르프(Niklasdorf)
  - 장크트미하엘인오버슈타이어마르크(Sankt Michael in Obersteiermark)
  - 장크트페터프라이엔슈타인(Sankt Peter-Freienstein)
  - 포어데른베르크(Vordernberg)
- 일반 시
  - 프롤레프(Proleb)
  - 라트머(Radmer)
  - 장크트슈테판오프레오벤(Sankt Stefan ob Leoben)
  - 트라보흐(Traboch)
  - 발트암쇼버파스(Wald am Schoberpass)